# Варнсторфія хворостяна
Варнсторфія хворостяна (Warnstorfia sarmentosa) — вид мохів порядку гіпнобрієвих (Hypnales).

## Поширення
Ареал охоплює такі частини світу: Європа, Північна Америка, Південна Америка, Азія, Австралія, Нова Зеландія.
Населяє середньо багаті мінералами болота, навколо джерел, пізні снігові покриви, занурені в озера; від низьких до високих (0–4000 метрів).

## Характеристика

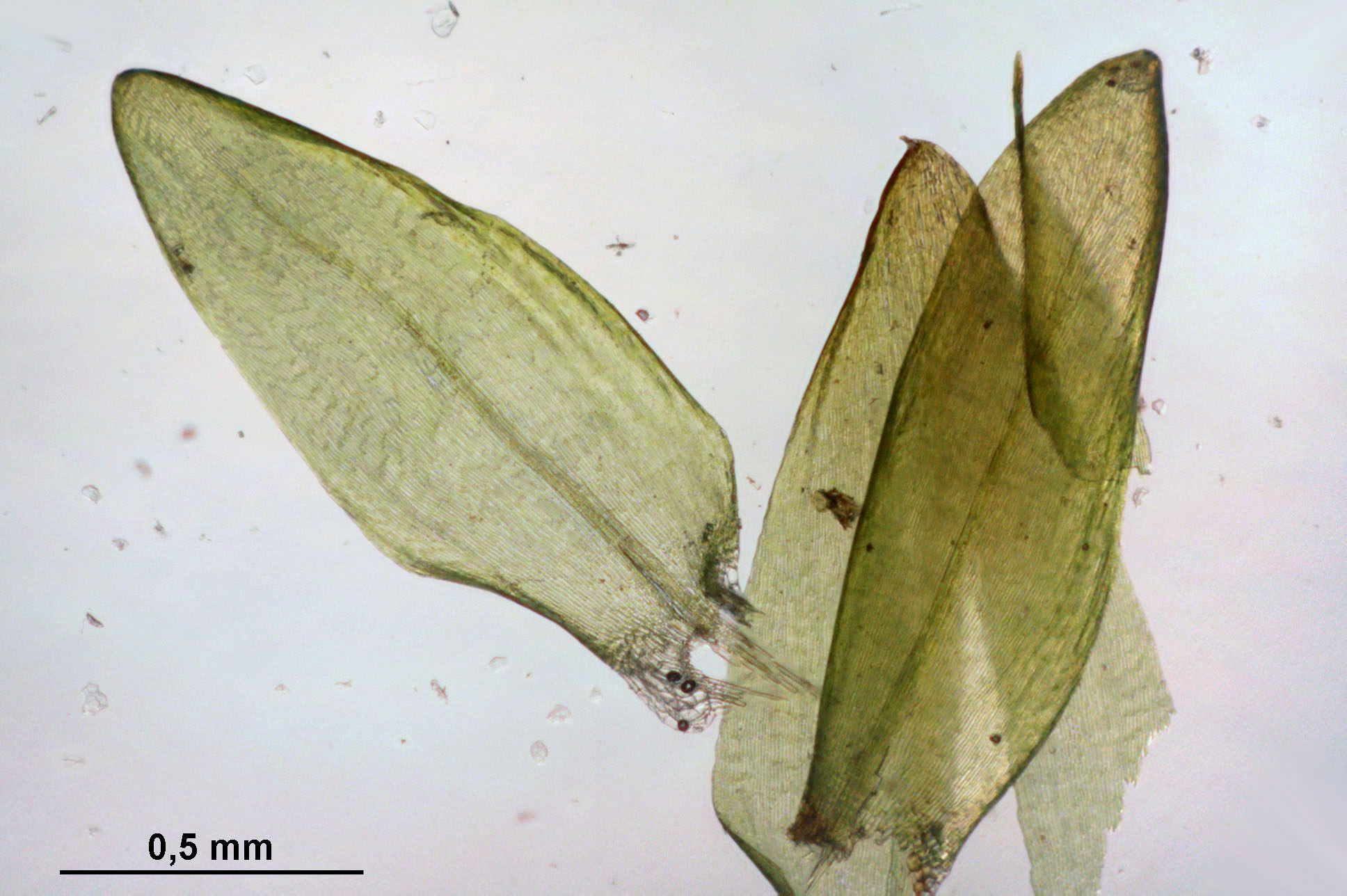

Рослини середнього розміру, з червоним або темно-червоним вторинним пігментом, іноді зеленим. Стеблові листки довгасті, яйцеподібні або вузько-яйцеподібні, ± різко звужені до верхівки, прямі, увігнуті; поля цілі або майже такі; верхівка округло- або загостреної.